# هایدن مولینس
هایدن مولینس (انگلیسی: Hayden Mullins؛ زادهٔ ۲۷ مارس ۱۹۷۹) یک بازیکن فوتبال اهل بریتانیا است.